# Liste der Bischöfe von Évreux
Die folgenden Personen waren oder sind Bischöfe des Bistums Évreux (Frankreich):
- Taurinus von Évreux 350 und 411
- Maurusius 511 (Erstes Konzil von Orléans)
- Licinius 541 und 549
- Ferrocintusau 558 und 573? (Konzil von Paris)
- Viator
- Laudulfus 585
- Erminulfus 614 oder 615 (Konzil von Paris)
- Waldus (Gaud) ca. 648
- Ragnericus 650
- Concessus um 667
- Ethernus oder Detherus (Eterne) um 670
- Aquilinus (Aquilin) 673–695
- Desiderius (Didier) ca. 695
- Stephan ca. 752
- Maurinus 765
- Gervold 775–788
- Ouen
- Joseph 833–846
- Guntbertus 847–863
- Hilduinus 864–870
- Sebarius (Sébar) 870–893
- Cerdegarius 893?- ca. 912
- Hugo I. 920 bis ca. 950?
- Guichard (alias Guiscard oder Gunhard) ca. 954 bis ca. 1006
- Gérard (alias Géraud) ca. 988 bis ca. 969
- Gilbert I. um 1012–1014
- Hugo II. 1015–1046
- Guillaume Flertel 1046–1066
- Balduin 1066–1070
- Gilbert (d’Arques) 1071–1112 (Giffard)
- Audin de Bayeux 1113–1139
- Rotrou de Warwick 1139–1165 (Haus Beaumont)
- Gilles I. du Perche 1170–1179
- Johann I. von Évreux 1180–1192
- Garin de Cierrey 1193–1201
- Robert I. de Roye 1201–1203
- Lucas 1203–1220
- Raoul I. de Cierrey 1220–1223
- Richard de Bellevue 1223–1236
- Raoul II. de Cierrey 1236–1243
- Jean II. de La Cour d’Aubergenville 1244–1256
- Raoul III. de Grosparmy 1259–1263
- Raoul IV. de Chevry 1263–1269
- Philippe de Chaourse 1270–1281
- Nicolas d’Auteuil 1281–1298
- Gottfried I. von Bar 1298–1299
- Mathieu des Essarts 1299–1310
- Geoffroy II. du Plessis 1310–1327
- Adam de L’Ille, † 1328
- Jean III. du Prat 1329–1333
- Guillaume II. des Essarts 1333–1334
- Vincent des Essarts 1334–1335
- Geoffroy III. de Faé 1335–1340
- Robert II. de Brucourt 1340–1374
- Guillaume III. D’Estouteville 1374–1376
- Bernard de Caritis 1376–1383
- Philippe de Moulins 1384–1388
- Guillaume IV. de Vallau 1388–1400
- Guillaume V. de Cantiers 1400–1418
- Paul Capranica 1420–1427
- Martial Formier 1427–1439
- Pasquier de Vaux 1439–1443
- Pierre I. de Treignac de Comborn 1443–1463 (Haus Comborn)
- Guillaume VI. de Flocques 7. Januar – 25. November 1464
- Jean IV. de La Balue 1464–1467
- Pierre II. Turpin de Crissé 1470–1473
- Jean V. Héberge 1473–1479
- Raoul V. du Faon 1479–1511
- Ambroise Le Veneur de Tillières 1511–1531
- Gabriel Le Veneur de Tillières 1531–1574
- Claude de Sanctes 1575–1591
- Jacques I. Davy Kardinal du Perron 1591–1606
- Guillaume VII. de Péricard 1608–1613
- François I. de Péricard 1613–1646
- Jacques II. Le Nöel du Perron 1646–1649
- Gilles II. Boutaut 1649–1661
- Joseph Zongo Ondedei 1661
- Henri Cauchon de Maupas du Tour 1664–1680
- Louis-Joseph de Grignan 1681
- Jacques III. Potier de Novion 1682–1709 (zuvor Bischof von Sisteron)
- M. de Heudicourt 1709
- Jean VI. Le Normand 1710–1733
- Pierre-Jules-César de Rochechouard-Montigny (1733–1753) (dann Bischof von Bayeux)
- Arthur-Richard Dillon (1753–1758) (dann Erzbischof von Toulouse)
- Léopold-Charles Choiseul de Stainville (1758–1759) (dann Erzbischof von Albi, später Erzbischof von Cambrai)
- Louis-Albert de Lézay-Marnésia (1759–1773)
- François de Narbonne-Lara (1774–1792)
- Robert Thomas Lindet (1791–1793)
- Jean-Baptiste Boulier (1802–1821)
- Charles-Louis Salmon du Châtelier (1821–1841)
- Nicolas-Théodore Olivier (1841–1854)
- Henri-Marie-Gaston Boisnormand de Bonnechose (1854–1858) (dann Erzbischof von Rouen und Kardinal)
- Jean-Sébastien-Adolphe Devoucoux (1858–1870)
- François Grolleau (1870–1890)
- François Hautin (1890–1893) (dann Erzbischof von Chambéry)
- Louis-François Sueur (1894–1896) (dann Erzbischof von Avignon)
- Marie-Simon-Henri Colomb (1896–1898)
- Philippe Meunier (1898–1913)
- Louis-Jean Dechelette (1913–1920)
- Constantin-Marie-Joseph Chauvin (1920–1930)
- Alphonse-Paul-Désiré Gaudron (1930–1964)
- Antoine Caillot (1964–1972)
- Jean Honoré (1972–1981) (dann Erzbischof von Tours, später Kardinal)
- Jacques Gaillot (1982–1995) (dann Titularbischof von Partenia)
- Jacques David (1996–2006)
- Christian Nourrichard (2006–2023)
- Olivier de Cagny (seit 2023)